# 크낙새
크낙새(문화어: 클락새, 학명: Dryocopus javensis richardsi)는 딱따구리목 딱따구리과의 새로 흰배딱따구리의 아종이다. '크낙새' 또는 '클락새'라는 이름은 새가 '크낙 크낙' 또는 '클락 클락' 하고 운다고 해서 붙여졌다. 긴 부리로 나무를 쪼아 속에 든 벌레를 잡아먹는다.
배 부분이 흰색이고 수컷 머리 위와 눈 밑에 진홍색 털이 나 있는 것을 제외하면 몸의 전체가 검은색이다. 한 번에 3-4개의 알을 낳으며 둥지가 되는 나무는 1년에 한 번 꼴로 바뀐다.

## 개체 감소와 보호
한반도에서는 한국 전쟁 이전에는 황해도에서 부산에 이르는 일대에 서식하고 있었지만, 전쟁 이후 수가 줄었다. 1974년부터 국립수목원에서 한 쌍이 번식한 이래 수목원 이외 지역에서는 목격되지 않다가 1993년부터 수목원에서도 자취를 감추었다. 일본에서는 대마도에 서식하고 있었으나 절멸한 것으로 여겨진다. 휴전선 이북 지역에서는 황해도 멸악산 등지에서 몇 쌍이 번식하고 있는 것으로 알려져 있다.
대한민국에서는 천연기념물로 보고하고 있다. 1962년 국립수목원의 크낙새 서식지를 천연기념물 제11호로, 1968년 크낙새를 제197호로 지정하였다. 2021년 현재 환경부 지정 멸종위기 야생생물 Ⅰ급에 포함되어 있다.

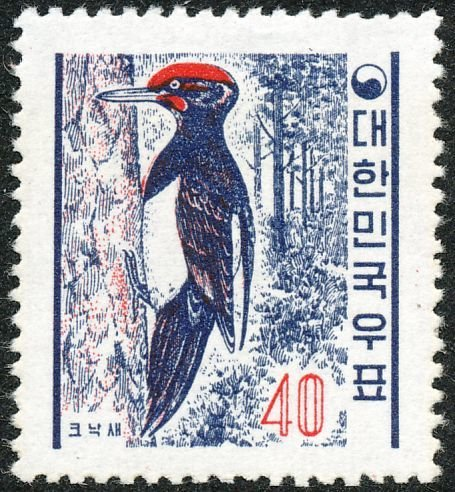
대한민국 크낙새 우표 (1961)
조선민주주의인민공화국 클락새 우표 (1966)